# Fenômenos solares

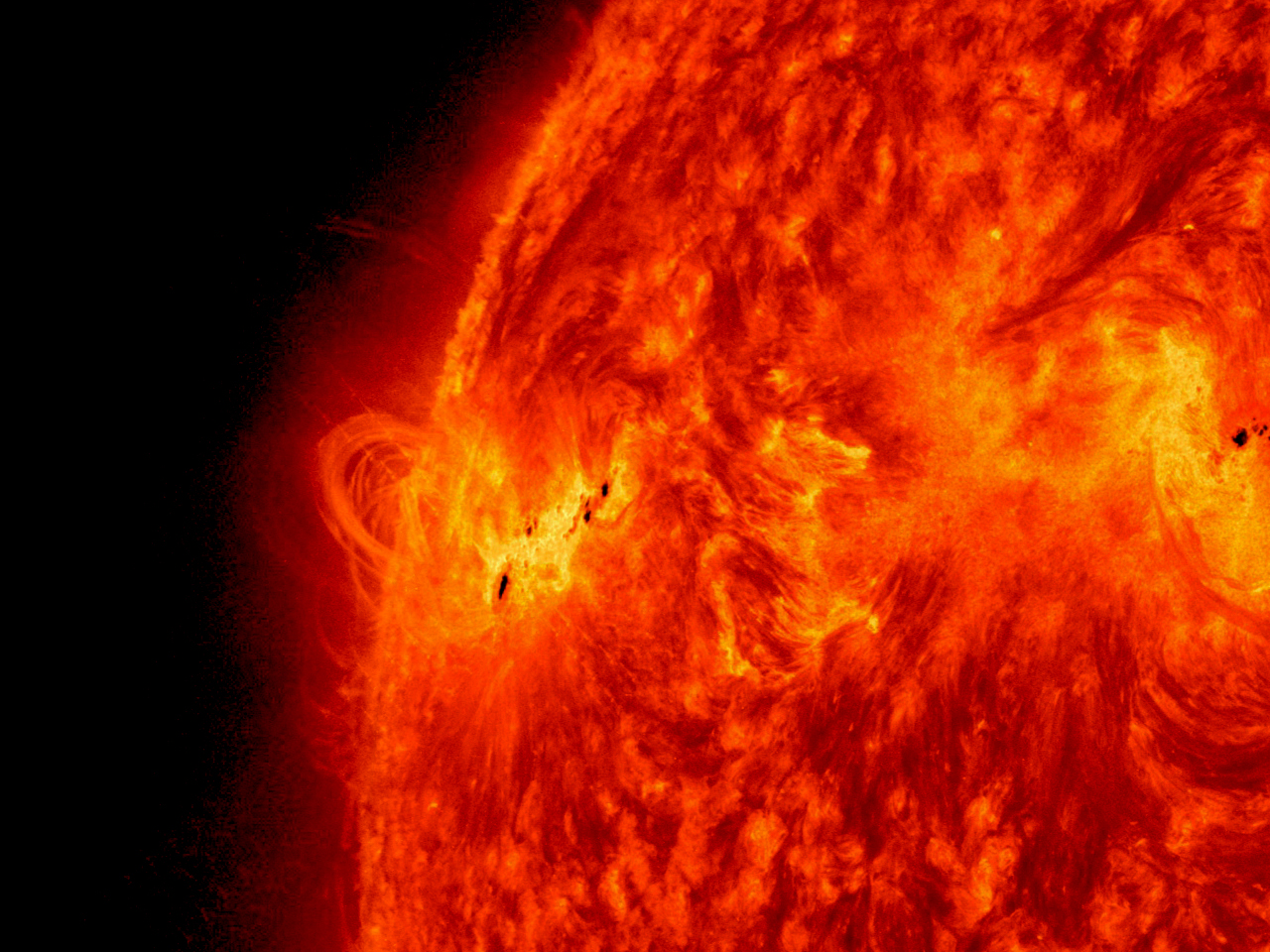
Atividade solar: o Observatório Solar Dinâmico capturou esta imagem da erupção solar X1.2 em 14 de maio de 2013. A imagem mostra luz com comprimento de onda de 304 angstroms.

Fenômenos solares são os fenômenos naturais que ocorrem dentro da atmosfera externa magneticamente aquecida do Sol. Esses fenômenos assumem várias formas, incluindo o vento solar, fluxo de ondas de rádio, explosões de energia como erupções solares, ejeção de massa coronal, aquecimento coronal e manchas solares.
Esses fenômenos aparentemente são gerados por um dínamo helicoidal perto do centro de massa do Sol, que gera fortes campos magnéticos e um dínamo caótico perto da superfície, que por sua vez gera flutuações menores do campo magnético.
A soma das flutuações solares é conhecida como variação solar. O efeito coletivo de todas as variações solares dentro do campo gravitacional do Sol é conhecido como clima espacial. Um componente importante deste clima é o vento solar, uma corrente de plasma liberada pela atmosfera superior do Sol. Ele é o responsável pelas auroras, projeções naturais de luz no céu do Ártico e da Antártica. Perturbações no clima espacial podem provocar tempestades solares na Terra, interrompendo as comunicações, bem como tempestades geomagnéticas na magnetosfera da Terra e perturbações ionosféricas súbitas na ionosfera. Variações na intensidade solar também afetam o clima da Terra. Essas variações podem explicar eventos como as eras do gelo e o grande evento de oxigenação, enquanto a futura transformação do Sol numa gigante vermelha vai provavelmente extinguir a vida na Terra.
A atividade solar e os eventos relacionados vêm sendo registrados desde o século VIII a.C. Os babilônios registraram e possivelmente previram eclipses solares, enquanto o mais antigo registro sobrevivente de manchas solares data do Livro das Mutações chinês, de aproximadamente 800 a.C. A primeira descrição sobrevivente da coroa solar é de 968, enquanto o mais antigo desenho de uma mancha solar data de 1128, e uma protuberância solar foi descrita em 1185 na Primeira Crônica de Novgorod. A invenção do telescópio permitiu avanços importantes no entendimento, levando às primeiras observações detalhadas nos anos 1600. A espectroscopia solar se iniciou nos anos 1800, com o que as propriedades da atmosfera solar puderam ser determinadas, enquanto a criação do daguerreótipo levou às primeiras fotografias solares em 2 de abril de 1845. A fotografia ajudou no estudo das protuberâncias solares, da granulação e da espectroscopia. No início do século XX, o interesse pela astrofísica cresceu na América e vários novos observatórios foram construídos em todo o mundo. A invenção do coronógrafo em 1931 permitiu que a coroa fosse estudada em plena luz do dia.

## Sol

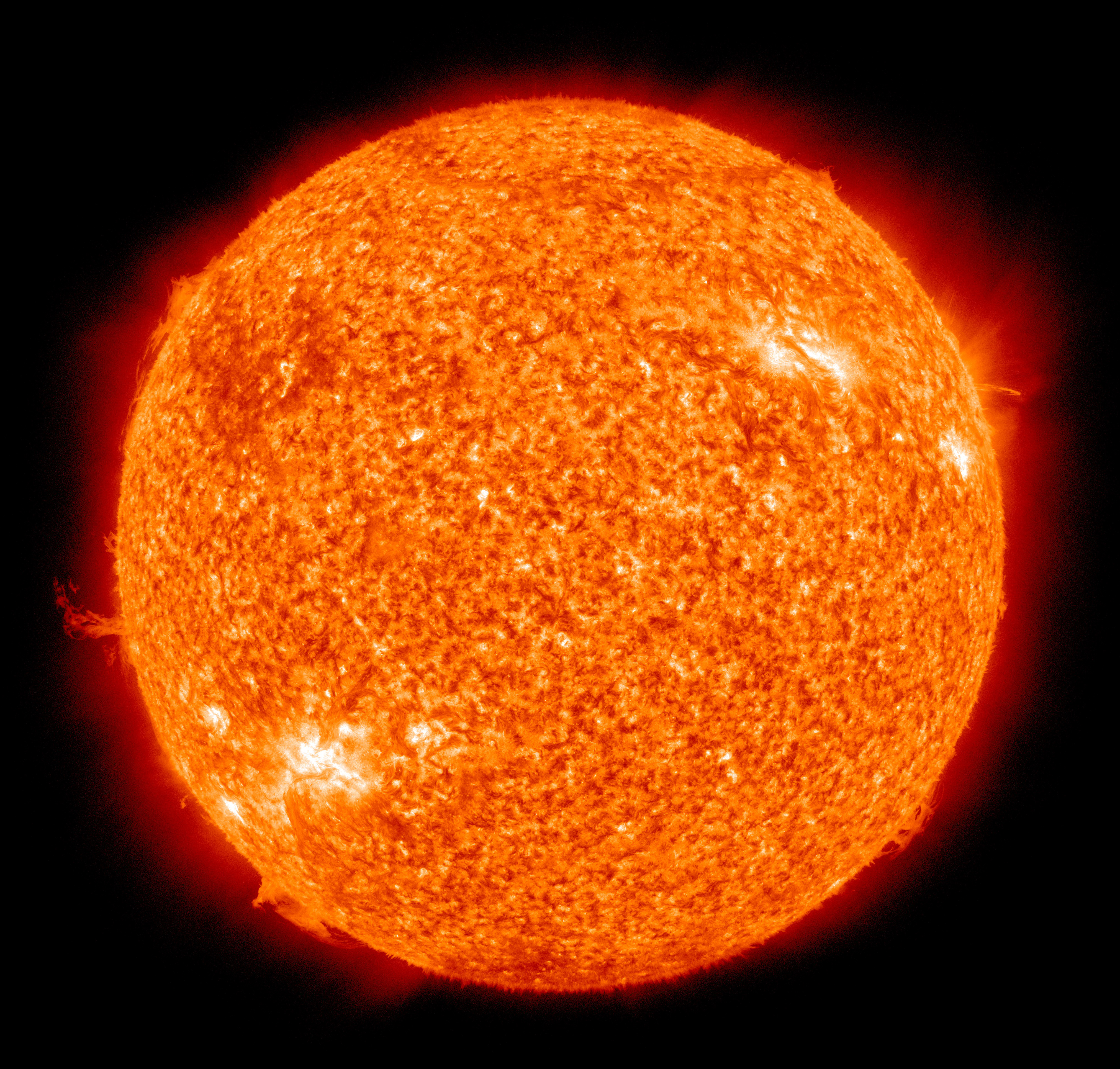
Imagem em falsa cor do Sol mostrando sua superfície turbulenta. (crédito: NASA-SDO)

O Sol é uma estrela localizada no centro do Sistema Solar. Ele é uma esfera quase perfeita e consiste de plasma quente e campos magnéticos. Ele tem um diâmetro de cerca de 1 392 684 quilômetros, aproximadamente 109 vezes o da Terra, e sua massa (1,989×1030 kg, aproximadamente 330 000 vezes a da Terra) corresponde a 99,86% da massa total do Sistema Solar. Quimicamente, cerca de três quartos da massa do Sol consistem de hidrogênio, enquanto o restante é principalmente hélio. O 1,69% restante (igual a 5 600 vezes a massa da Terra) consiste de elementos mais pesados, inclusive oxigênio, carbono, neônio e ferro.
O Sol se formou há cerca de 4,567 bilhões de anos, a partir do colapso gravitacional de uma região dentro de uma grande nuvem molecular. A maior parte da matéria se concentrou no centro, enquanto o restante formou um disco em órbita, que se tornou o restante do Sistema Solar. A massa central ficou cada vez mais quente e densa, até iniciar a fusão termonuclear no seu núcleo.
O Sol é uma estrela da sequência principal do tipo G (G2V), com base no seu tipo espectral, e é informalmente designado como uma anã amarela, porque sua radiação visível é mais intensa na porção amarelo-verde do espectro. Ele é na verdade branco, mas na superfície terrestre parece amarelo por causa do espalhamento atmosférico da luz azul. No seu rótulo de classe espectral, G2 indica a sua temperatura superficial, de aproximadamente 5 778 K (5 505 °C), e V indica que o Sol, como a maioria das estrelas, é uma estrela da sequência principal e, portanto, gera sua energia pela fusão do hidrogênio em hélio. No seu núcleo, o Sol funde cerca de 620 milhões de toneladas de hidrogênio a cada segundo.
A distância média da Terra para o Sol é de aproximadamente 1 unidade astronômica (cerca de 150 000 000 km), embora esta distância varie à medida que a Terra se move do periélio em janeiro até o afélio em julho. Para esta distância média, a luz viaja entre o Sol e a Terra durante cerca de 8 minutos e 19 segundos. A energia da luz solar suporta quase toda a vida na Terra pela fotossíntese e determina o clima da Terra. Até o século XIX, os cientistas tinham pouco conhecimento sobre a composição física do Sol e sua fonte de energia. Este entendimento ainda está em desenvolvimento, e algumas anomalias atuais do comportamento do Sol permanecem sem explicação.

## Ciclo solar

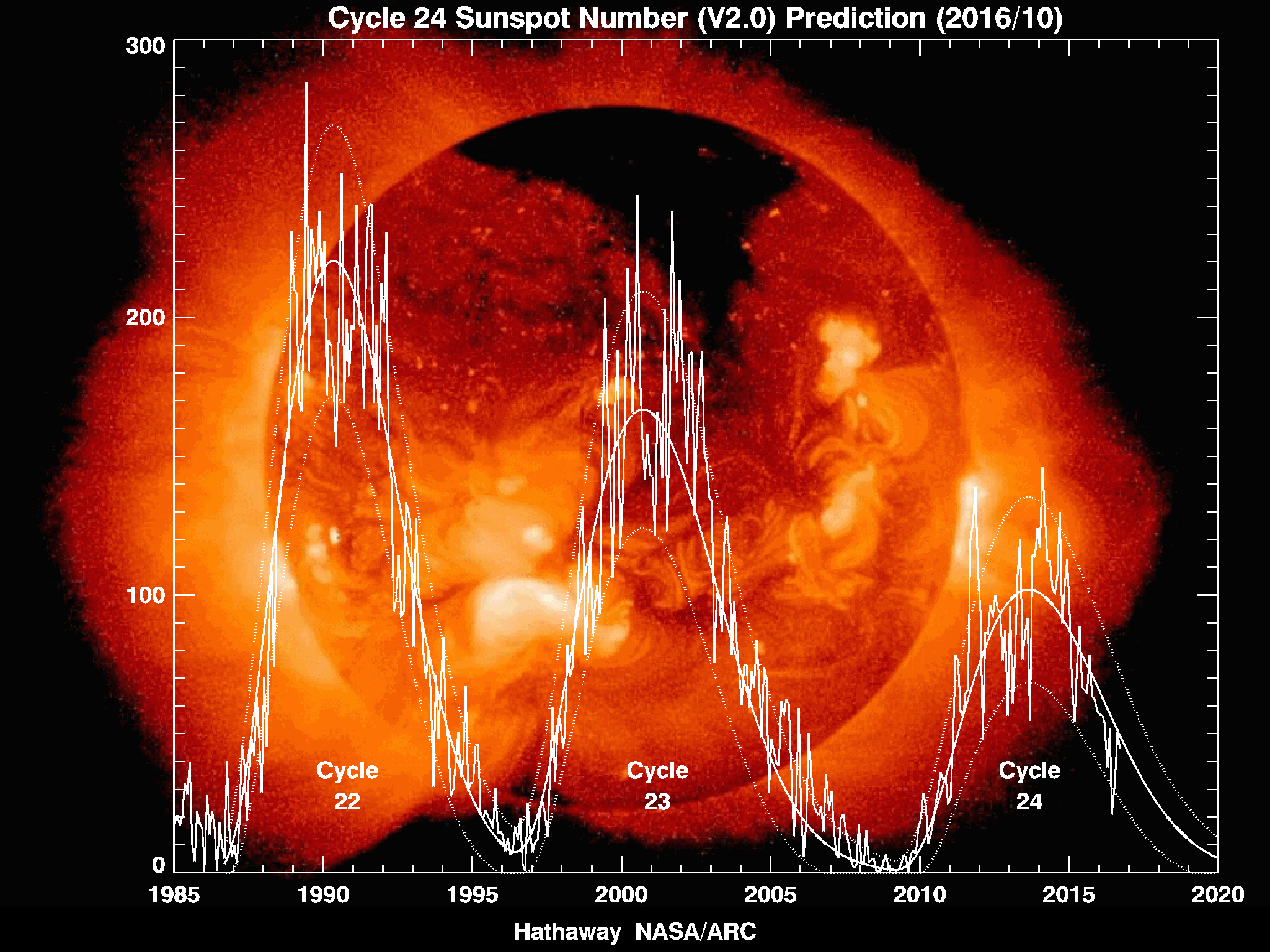
Predição do ciclo de manchas solares

Muitos fenômenos solares mudam periodicamente num intervalo médio de aproximadamente 11 anos. Este ciclo solar afeta a irradiação solar e influencia o clima espacial e o terrestre.
O ciclo solar também modula o fluxo de radiação solar de pequeno comprimento de onda, do ultravioleta aos raios X, e influencia a frequência das erupções solares, ejeções de massa coronal e outros fenômenos eruptivos solares.

## Tipos

### Ejeção de massa coronal
Uma ejeção de massa coronal (EMC) é uma explosão massiva de vento solar e campos magnéticos elevando-se sobre a coroa solar. Próximo do máximo solar, o Sol produz cerca de três EMCs a cada dia, enquanto no mínimo solar apresenta uma a cada cinco dias. EMCs, assim como erupções solares de outras origens, podem afetar transmissões de rádio e danificar satélites e instalações de linhas de transmissão elétricas, resultando em interrupções de energia potencialmente massivas e de longa duração.
Ejeções de massa coronal frequentemente aparecem com outras formas de atividade solar, mais notavelmente as erupções solares, mas nenhuma relação causal foi estabelecida. A maior parte das erupções pequenas não têm EMC; a maioria das poderosas, sim. A maioria das ejeções se origina em regiões ativas na superfície do Sol, assim como grupos de manchas solares se associam a erupções frequentes. Outras formas de atividade solar frequentemente associadas com ejeções de massa coronal são proeminências eruptivas e ondas de Moreton, também chamadas “tsunami solar”.
A reconexão magnética é a responsável pela EMC e pelas erupções solares. Reconexão magnética é o nome atribuído ao rearranjo de linhas de campo magnético quando dois campos magnéticos de direções opostas são colocados juntos. Este rearranjo é acompanhado por uma repentina liberação de energia armazenada nos campos de direções opostas originais.
Quando uma EMC impacta a magnetosfera da Terra, ela temporariamente deforma o campo magnético terrestre, mudando a direção de agulhas de bússolas e induzindo grandes correntes de terra na própria Terra; isto é chamado tempestade geomagnética e é um fenômeno global. Os impactos da EMC podem induzir reconexão magnética na cauda magnetosférica (o lado “noturno” da magnetosfera); isto lança prótons e elétrons em direção à atmosfera da Terra, formando a aurora polar.

### Diâmetro
Dados principalmente do instrumento Michelson Doppler Imager na sonda [SoHO) mostram mudanças no diâmetro solar de cerca de 0,001%, muito menos do que o efeito das mudanças de atividade magnética.

### Erupções
Uma erupção solar é um súbito clarão brilhante observado na superfície do Sol ou no bordo solar, que é interpretado como uma liberação de energia de até 6 × 1025 joules (cerca de um sexto da emissão total de energia pelo Sol em um segundo, ou o equivalente a 160 bilhões de megatons de TNT, ou, ainda, mais de 25 mil vezes a energia liberada pelo impacto do cometa Shoemaker-Levy 9 com Júpiter). Ela pode ser seguida por uma ejeção de massa coronal. A erupção ejeta nuvens de elétrons, íons e átomos através da coroa para o espaço. Essas nuvens tipicamente atingem a Terra um ou dois dias depois do evento. Fenômenos similares em outras estrelas são conhecidos como erupções estelares.
Erupções solares influenciam fortemente o clima espacial próximo à Terra. Elas podem produzir jatos de partículas altamente energéticas no vento solar, conhecidas como eventos de próton solar. Essas partículas podem impactar a magnetosfera da Terra na forma de uma tempestade geomagnética e apresentar riscos radioativos para naves espaciais e astronautas.

Uma erupção solar
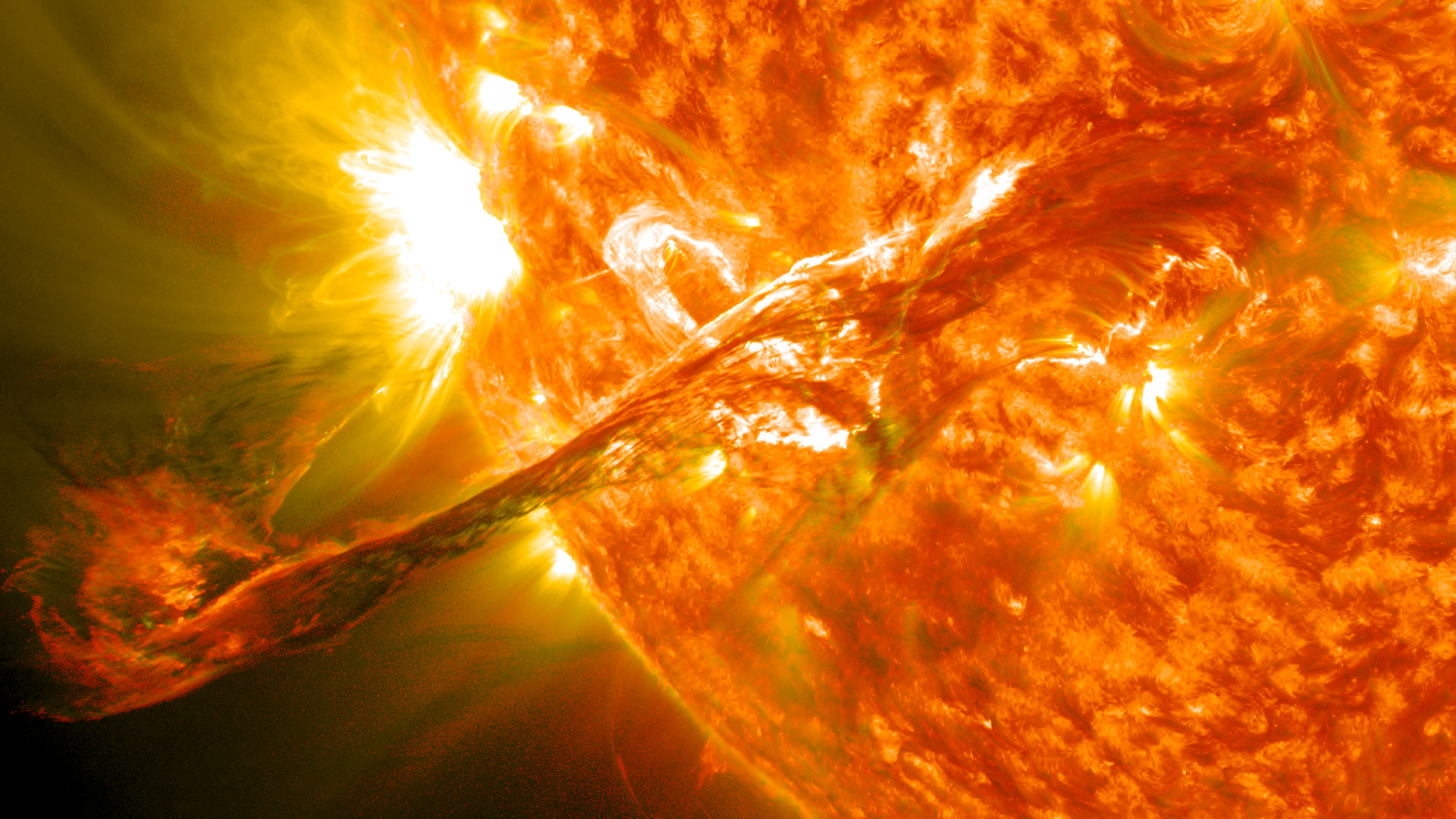
Em 31 de agosto de 2012, uma longa proeminência/filamento de material solar que ficou pairando na atmosfera do Sol, a coroa, até irromper para o espaço.
Diagrama da estrutura do campo magnético de uma erupção solar e sua origem, inferida como resultado da deformação de tal estrutura magnética ligando o interior solar com a atmosfera solar, através da coroa.
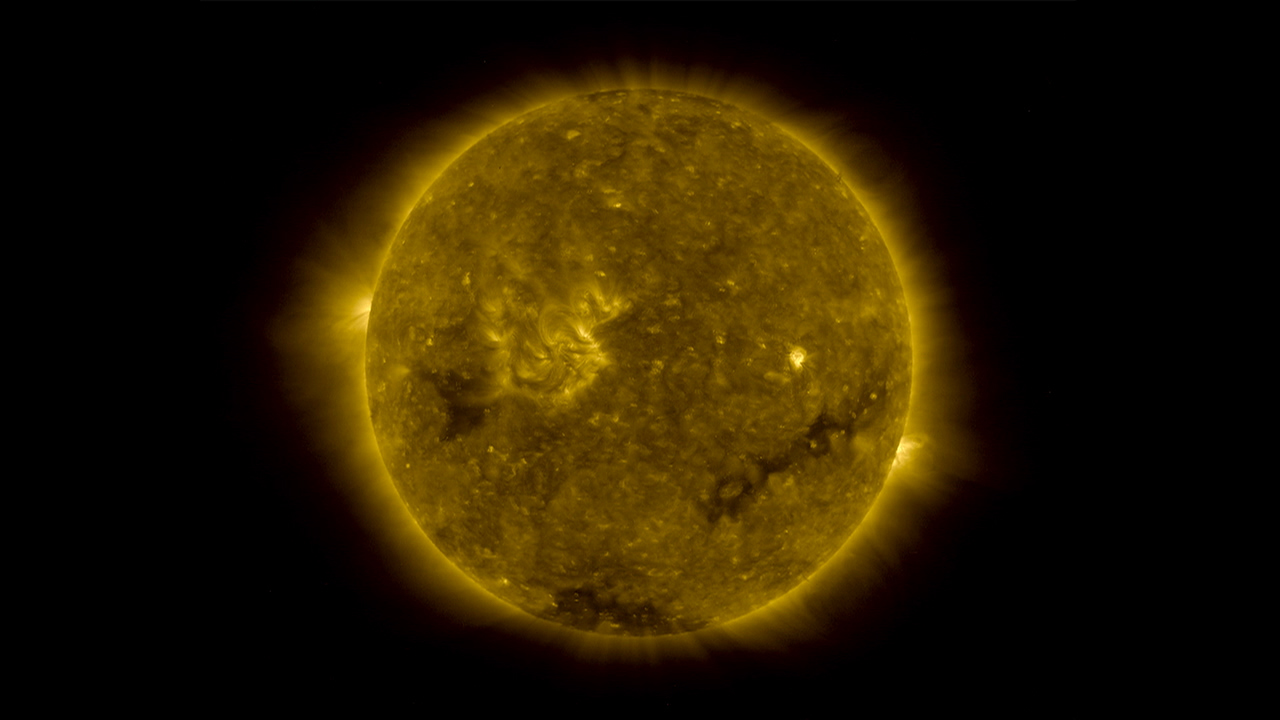
Uma imagem completa 2D tomada pela STEREO (Alta Resolução)

### Irradiação
Irradiação é a potência produzida pelo Sol por unidade de área na forma de radiação eletromagnética. A irradiação pode ser medida no espaço ou na superfície da Terra depois da absorção e dispersão atmosféricas. A irradiação solar total (IST) é uma medida da potência radiativa solar por unidade de área normal aos raios incidentes na atmosfera terrestre superior. A constante solar é uma medida convencional da IST média à distância de uma Unidade Astronômica (UA).
Insolação é uma função da distância do Sol, do ciclo solar e de mudanças entre ciclos. A irradiação na Terra é mais intensa em pontos voltados diretamente para o (normais ao) Sol.

### Evento de prótons
Um evento solar de prótons (ESP), ou “tempestade de prótons”, ocorre quando partículas (principalmente prótons) emitidas pelo Sol ficam aceleradas perto do Sol durante uma erupção ou no espaço interplanetário por choques de ejeções de massa coronal. Os eventos podem incluir outros núcleos como íons de hélio ou íons HZE. Essas partículas causam múltiplos efeitos. Elas podem penetrar o campo magnético da Terra e causar ionização na ionosfera. Este fenômeno é similar aos eventos aurorais, exceto que os prótons estão envolvidos, em vez dos elétrons. Prótons energéticos são um risco radioativo significativo para naves espaciais e astronautas. Os prótons energéticos podem atingir a Terra 30 minutos após um pico de erupção forte.

### Proeminências e filamentos
Uma proeminência é uma característica grande, brilhante e gasosa que se estende para fora da superfície do Sol, com frequência na forma de um anel. As proeminências são ancoradas à superfície do Sol na fotosfera e se estendem na coroa. Enquanto a coroa consiste de plasma em alta temperatura, que não emite muita luz visível, as proeminências contêm plasma muito mais frio, com composição semelhante à da cromosfera.
O plasma da proeminência é tipicamente cem vezes mais frio e denso que o coronal. Uma proeminência se forma numa escala de tempo de cerca de um dia terrestre e pode persistir por semanas ou meses. Algumas proeminências se dividem e formam EMCs.
Uma proeminência típica se estende por muitos milhares de quilômetros; o maior já registrado foi estimado em 800 mil quilômetros – aproximadamente o raio solar.
Quando uma proeminência é vista contra o Sol e não contra o espaço, ela parece mais escura que o fundo. Esta formação é chamada um filamento solar. É possível que uma projeção seja tanto um filamento quanto uma proeminência. Algumas proeminências são tão potentes que ejetam matéria a velocidades que variam entre 600 km/s e mais de 1 000 km/s. Outras proeminências formam enormes anéis ou colunas em arco de gases brilhantes sobre manchas solares que podem atingir alturas de centenas de milhares de quilômetros.

### Manchas solares
Manchas solares são áreas relativamente escuras na “superfície” radiante do Sol (fotosfera), onde intensa atividade magnética inibe a convecção e resfria a fotosfera. Fáculas são áreas ligeiramente mais brilhantes que se formam em torno de grupos de manchas solares à medida que o fluxo de energia para a fotosfera é reestabelecido e tanto o fluxo normal quanto a energia bloqueada da mancha elevam a temperatura da “superfície” radiante. Os cientistas começaram a especular sobre as possíveis relações entre manchas solares e a luminosidade solar no século XVII. Os decréscimos de luminosidade causados pelas manchas solares (geralmente menores que 0,3%) são correlacionados com aumentos (geralmente menores que 0,05%) causados por fáculas que são associadas com regiões ativas, bem como por redes brilhantes magneticamente ativas.
O efeito total durante períodos de maior atividade magnética solar é o aumento da emissão de radiação solar, porque as fáculas são maiores e persistem mais tempo que as manchas solares. Inversamente, períodos de menor atividade magnética solar e menos manchas solares (tais como o Mínimo de Maunder) podem estar correlacionados com períodos de menor irradiação.
A atividade de manchas solares vem sendo medida utilizando-se o número de Wolf por cerca de 300 anos. Este índice (também conhecido como número de Zurique) usa tanto o número de manchas solares quanto o de grupos de manchas para compensar variações de medição. Um estudo de 2003 concluiu que as manchas solares foram mais frequentes desde os anos 1940 do que nos 1150 anos anteriores.
As manchas solares normalmente aparecem em pares com polaridade magnética oposta. Observações detalhadas revelam padrões, em mínimos e máximos anuais e na localização relativa. À medida que cada ciclo avança, a latitude das manchas declina de 30-45° para em torno de 7° depois do Máximo solar. Esta mudança latitudinal segue a Lei de Spörer.
Para uma mancha solar ser visível para o olho humano, ela deve ter cerca de 50 mil quilômetros de diâmetro, cobrindo 2 bilhões de quilômetros quadrados, ou 7 milionésimos da área visível. Nos ciclos recentes, aproximadamente 100 manchas ou grupos compactos de manchas foram visíveis da Terra.
As manchas solares se expandem e contraem à medida que elas se movem, e podem viajar a algumas centenas de metros por segundo logo que aparecem.

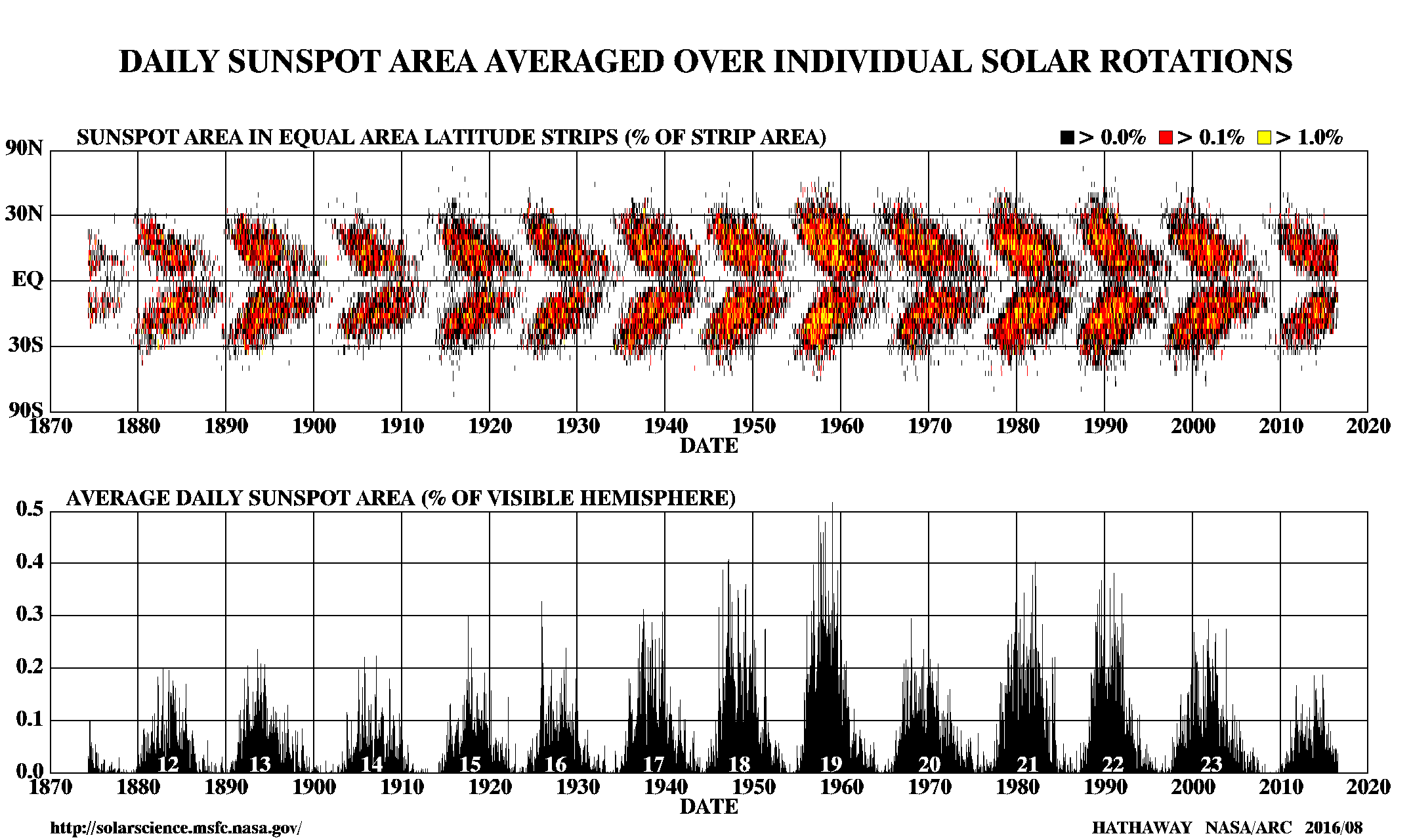
A Lei de Spörer mostra que no início de um ciclo de manchas solares de 11 anos, as manchas aparecem primeiro em altas latitudes e depois progressivamente em latitudes menores.
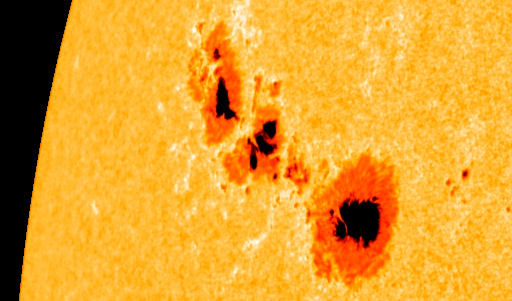
Uma reportagem no Daily Mail caracterizou a mancha solar 1302 como um “behemoth” gerando enormes erupções solares.
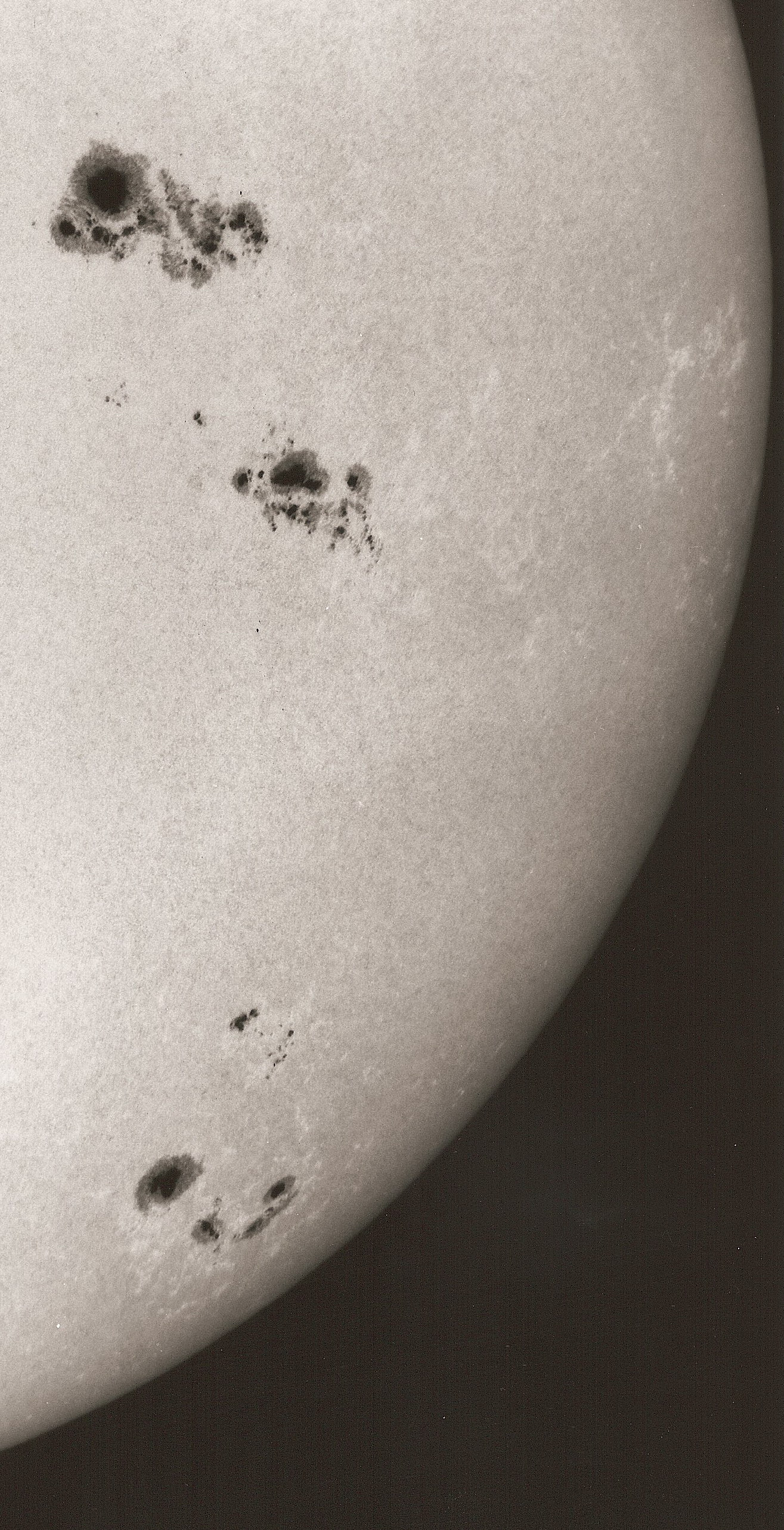
Detalhe da superfície do Sol, fotografia analógica com um refrator de 4 polegadas, filtro de vidro amarelo e filtro de realce ND 4, Observatório Großhadern, Munique.
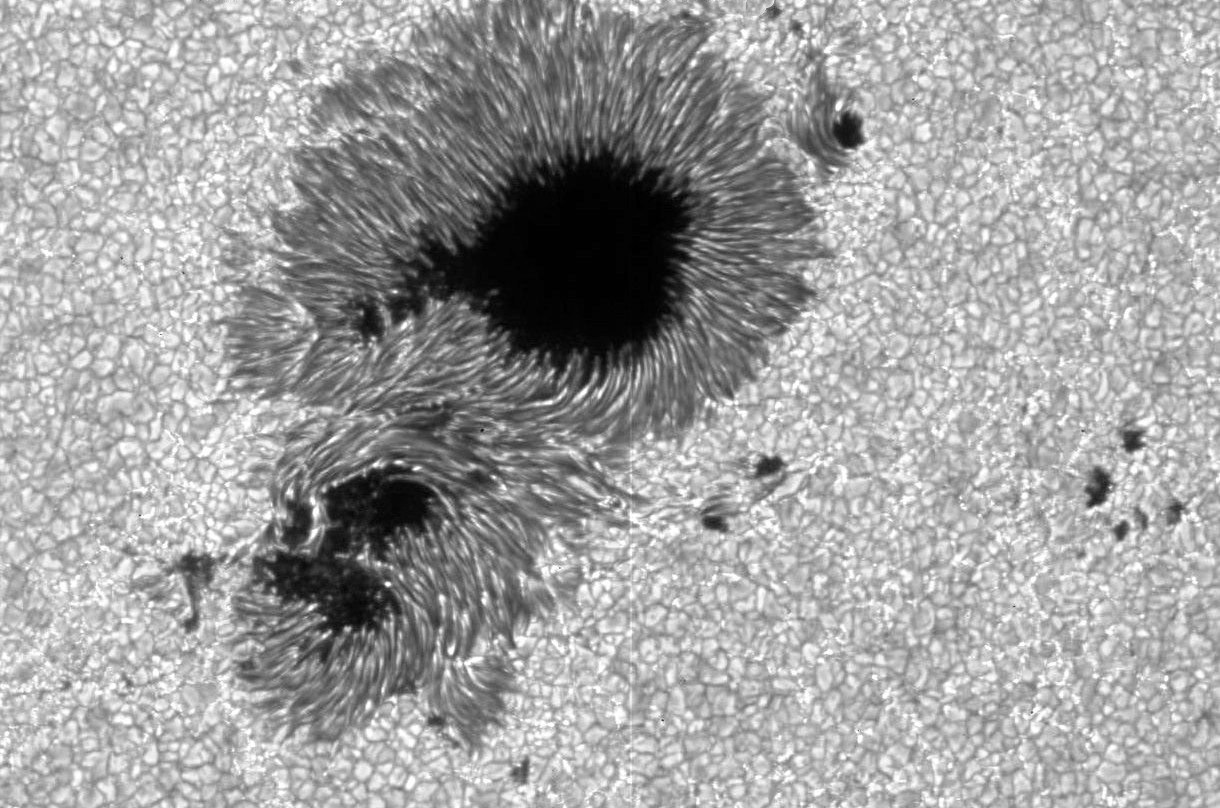
Vista detalhada de uma mancha solar, 13 de dezembro de 2006.

### Vento

Visão esquemática da magnetosfera da Terra. O vento solar flui da esquerda para a direita.

Simulação do campo magnético da Terra em interação com o campo magnético interplanetário (solar), que ilustra as mudanças dinâmicas no campo magnético global no curso de uma perturbação: uma compressão temporária da magnetosfera pelo aumento do fluxo do vento solar é seguida por uma cauda que estica as linhas do campo.

O vento solar é uma corrente de plasma liberada da atmosfera superior do Sol. Consiste em sua maior parte de elétrons e prótons com energias normalmente entre 1,5 e 10 keV. A corrente de partículas varia em densidade, temperatura e velocidade com o tempo e com a longitude solar. Essas partículas podem escapar da gravidade do Sol por causa de sua alta energia.
O vento solar é dividido em vento solar lento e rápido. O vento solar lento tem uma velocidade de cerca de 400 km/s, temperatura de 1,4-1,6 ×106 K e uma composição parecida com a da coroa. O vento solar rápido tem uma velocidade típica de 750 km/s, temperatura de 8 ×105 K e composição próxima da da fotosfera. O vento solar lento é duas vezes mais denso e mais variável em intensidade do que o vento solar rápido, além de ter uma estrutura mais complexa, com regiões turbulentas e organização em larga escala.
Tanto o vento solar rápido quanto o lento podem ser interrompidos por grandes e rápidas erupções de plasma chamadas EMCs interplanetárias, ou EMCIs. Elas causam ondas de choque no fino plasma da heliosfera, gerando ondas eletromagnéticas e partículas (principalmente prótons e elétrons) que formam chuveiros de radiação ionizante que precedem a EMC.

## Efeitos

### Clima espacial

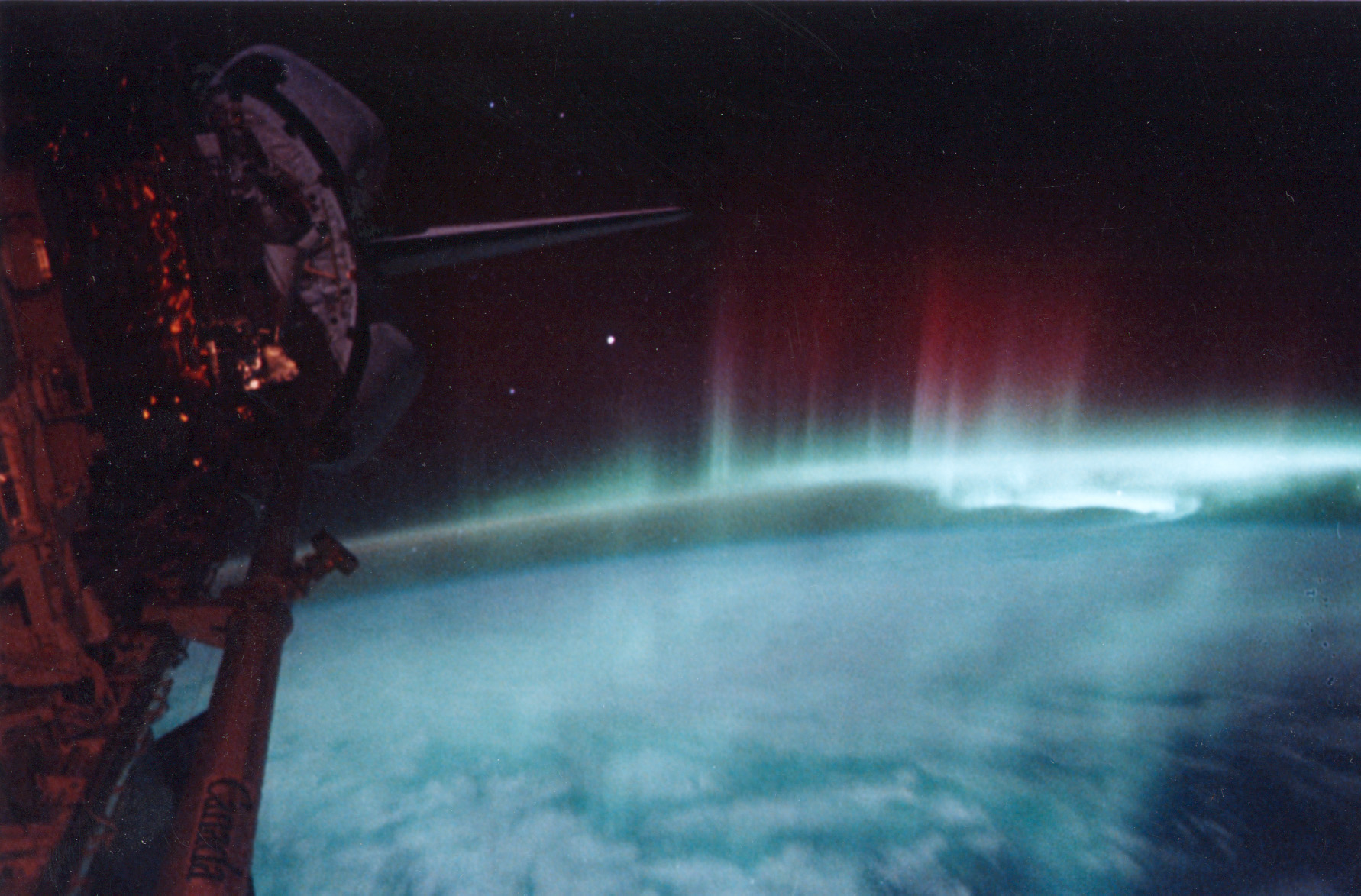
Um exemplo de clima espacial: aurora austral na atmosfera da Terra, observada pelo ônibus espacial Discovery em maio de 1991.

O clima espacial é a condição ambiental dentro do Sistema Solar, incluindo o vento solar. É estudado especialmente nas cercanias da Terra, considerando as condições da magnetosfera para a ionosfera e a termosfera. O clima espacial é distinto do clima terrestre da troposfera e estratosfera. O termo não foi usado antes dos anos 1990. Antes disso, esses fenômenos eram considerados parte da física ou aeronomia.

#### Tempestades solares
As tempestades solares são provocadas por perturbações no Sol, mais frequentemente nuvens coronais associadas com ejeções de massa coronal (EMC) emanando de regiões com manchas solares ativas, ou, com menor frequência, de buracos coronais. O Sol pode produzir intensas tempestades geomagnéticas e de prótons, capazes de causar interrupções na transmissão de energia elétrica ou nas comunicações (inclusive GPS) e incapacitação temporária ou permanente de satélites e outros equipamentos espaciais. As tempestades solares podem ser perigosas para a aviação em altas latitudes e altitudes, e para missões espaciais tripuladas. Tempestades geomagnéticas geram auroras.
A tempestade solar conhecida mais significativa ocorreu em setembro de 1959 e é conhecida como evento Carrington.

#### Auroras
Aurora é uma projeção de luz natural no céu, especialmente em regiões de altas latitudes (Ártico e Antártica), na forma de um grande círculo ao redor do polo. Ela é causada pela colisão de vento solar e partículas magnetosféricas carregadas com a atmosfera em grandes altitudes (termosfera).
A maioria das auroras ocorre em uma região conhecida como a zona auroral, com largura tipicamente de 3° a 6°, observada entre 10° e 20° dos polos geomagnéticos em todas as longitudes; elas são mais vívidas na época dos equinócios da primavera e outono. As partículas carregadas e o vento solar são dirigidos para a atmosfera pela magnetosfera terrestre. Uma tempestade geomagnética expande a zona auroral para latitudes menores.
As auroras estão associadas ao vento solar. O campo magnético da Terra captura suas partículas, muitas das quais viajam em direção aos polos, onde são aceleradas em direção à Terra. Colisões entre esses íons e a atmosfera liberam energia na forma de auroras, que aparecem em grandes círculos ao redor dos polos. As auroras são mais frequentes e brilhantes durante a intensa fase do ciclo solar, quando as ejeções de massa coronal (EMCs) aumentam a intensidade do vento solar.

#### Tempestade geomagnética
Tempestade geomagnética é uma perturbação temporária da magnetosfera terrestre, causada por uma onda de choque do vento solar e/ou nuvem de campo magnético que interage com o campo magnético da Terra. O aumento do vento solar comprime a magnetosfera, e o campo magnético do vento solar interage com o da Terra para transferir o acréscimo de energia para a magnetosfera. Ambas as interações aumentam o movimento do plasma através da magnetosfera (dirigidos pelos campos elétricos aumentados) e aumentam a corrente elétrica na magnetosfera e na ionosfera.
A perturbação no meio interplanetário que dirige uma tempestade pode se dever a uma EMC ou a uma corrente de alta velocidade (região de interação corrotativa, ou RIC) do vento solar, originário de uma região de fraco campo magnético na superfície solar. A frequência de tempestades geomagnéticas aumenta ou diminui com o ciclo de manchas solares. Tempestades provocadas por EMC são mais comuns durante o máximo solar do ciclo, enquanto tempestades provocadas por RIC são mais comuns durante o mínimo solar.
Diversos fenômenos do clima espacial estão associados a tempestades geomagnéticas. Esses incluem eventos de Partícula Energética Solar (PES), correntes geomagneticamente induzidas (CGI), perturbações ionosféricas que causam cintilações de rádio e radar, interrupções da navegação com bússolas e projeções aurorais em latitudes muito menores que o normal. Uma tempestade geomagnética em 1989 energizou correntes induzidas de terra que interromperam a distribuição de energia elétrica na maior parte da província de Quebec e causaram auroras até o Texas.

#### Perturbação ionosférica súbita
Uma perturbação ionosférica súbita (PIS) é uma densidade de ionização/plasma anormalmente alta na região D da ionosfera, causada por uma erupção solar. A PIS resulta em um súbito aumento da absorção de ondas de rádio, que é mais severa nas faixas superiores das frequências médias e nas faixas inferiores das frequências altas, causando frequentemente a interrupção ou interferência nos sistemas de telecomunicações.

#### Correntes geomagneticamente induzidas
Correntes geomagneticamente induzidas (CGI) são uma manifestação no nível do solo do clima espacial, que afeta a operação normal de sistemas condutores elétricos longos. Durante eventos do clima espacial, correntes elétricas na magnetosfera e ionosfera sofrem grandes variações, que se manifestam também no campo magnético terrestre. Essas variações induzem correntes nos condutores de terra. Redes de transmissão elétrica e tubulações enterradas são exemplos comuns de tais sistemas condutores. CGIs podem provocar o aumento da corrosão de tubulações de aço e causar danos aos transformadores de alta tensão.

### Carbono-14
A produção de carbono-14 (radiocarbono) está relacionada com a atividade solar. O carbono-14 é produzido na alta atmosfera, quando o bombardeio do nitrogênio atmosférico por raios cósmicos induz o nitrogênio a passar por um decaimento β+, transformando-se em um isótopo pouco comum do carbono, com peso atômico 14. Como os raios cósmicos galácticos são parcialmente excluídos do Sistema Solar pelos campos magnéticos do vento solar, o aumento da atividade solar reduz a produção de carbono-14.
A concentração do carbono-14 atmosférico é menor durante máximos solares e maior durante mínimos solares. Medindo-se o carbono-14 capturado na madeira e contando-se três anéis, a produção de radiocarbono relativa à madeira recente pode ser medida e datada. A reconstrução dos últimos 10 mil anos mostra que a produção de carbono-14 foi muito maior durante o meio-Holoceno 7 mil anos atrás e decresceu até mil anos atrás. Além de variações na atividade solar, tendências de longo prazo na produção de carbono-14 são influenciadas por mudanças no campo geomagnético da Terra e por mudanças no ciclo do carbono dentro da biosfera (particularmente aquelas associadas com mudanças na extensão de vegetação entre as eras do gelo).

### Clima
Enquanto a atividade solar foi um impulsionador importante da mudança climática ao longo do tempo geológico, o seu papel no aquecimento que se iniciou no século XX não parece ter sido significativo.

## História observacional
A atividade solar e os eventos relacionados têm sido registrados regularmente desde o tempo dos babilônios. Os primeiros registros descreveram eclipses solares, a coroa e as manchas solares.
Logo depois da invenção dos telescópios, no início dos anos 1600, os astrônomos começaram a observar o Sol. Thomas Harriot foi o primeiro a observar as manchas solares, em 1610. Observadores confirmaram as manchas menos frequentes e auroras durante o mínimo de Maunder.
A espectrometria solar começou em 1817. Rudolf Wolf reuniu observações de manchas solares desde o ciclo de 1755-1766. Ele estabeleceu uma formulação para o número relativo de manchas solares (o número de Wolf ou de Zurique), que se tornou a medida padrão. Por volta de 1852, Sabine, Wolf, Gautier e von Lamont encontraram independentemente uma ligação entre o ciclo solar e a atividade geomagnética.
Em 2 de abril de 1845, Fizeau e Foucault fotografaram o Sol pela primeira vez. A fotografia ajudou no estudo das proeminências solares, granulação, espectroscopia e eclipses solares.
Em primeiro de setembro de 1859, Richard C. Carrington e, separadamente, R. Hodgson pela primeira vez observaram uma erupção solar. Carrington e Gustav Spörer descobriram que o Sol gira em velocidades diferentes a diferentes latitudes, e que a camada externa deve ser fluida.
Em 1907-1908, George Ellery Hale descobriu o ciclo magnético do Sol e a natureza magnética das manchas solares. Hale e seus colegas deduziram mais tarde as leis da polaridade de Hale que descreveram o seu ciclo magnético.
A invenção do coronógrafo em 1931 por Bernard Lyot permitiu que a coroa fosse estudada em plena luz do dia.
O Sol era, até os anos 1990, a única estrela cuja superfície havia sido mapeada. Outras conquistas importantes incluem o entendimento de:
- Anéis emissores de raios-X (por exemplo, pela sonda Yohkoh)
- Coroa e vento solar (por exemplo, pela sonda SoHo)
- Variação do brilho solar com o nível de atividade, e verificação deste efeito em outras estrelas do tipo solar (por exemplo, pelo satélite ACRIMSAT)
- O intenso estado de fibrila dos campos magnéticos na superfície visível de uma estrela como o Sol (por exemplo, pela sonda Hinode)
- A presença de campos magnéticos de 0,5×105 a 1×105 gauss na base da zona condutiva, presumivelmente em alguma forma de fibrila, inferida da dinâmica de feixes de fluxos azimutais ascendentes
- Baixo nível de emissão de neutrinos do elétron pelo núcleo do Sol[52]

No final do século XX, os satélites começaram a observar o Sol, fornecendo muitos subsídios. Por exemplo, a modulação da luminosidade solar por regiões magneticamente ativas foi confirmada por medições por satélite da irradiação solar total (IST) pelo experimento ACRIM1 na Missão Máximo Solar, lançada em 1980.